# Лонгуорт, Эфраим
Эфраим Лонгуорт (англ. Ephraim Longworth; 2 октября 1887 — 7 января 1968) — английский футболист, защитник. Большую часть карьеры провёл в «Ливерпуле», сыграв за клуб 371 матч (342 в чемпионате).
Эфраим Лонгуорт родился в Холливеле, графство Ланкашир. В 1908 году он перешёл в «Болтон Уондерерс» из «Хайда».В следующем году он перешёл в «Клэптон» (сейчас Лейтон Ориент), где его заметил босс «Ливерпуля» Том Уотсон, пригласив игрока в команду. 19 сентября 1910 года Лонгуорт дебютировал в «Ливерпуле» в матче против «Шеффилд Юнайтед», который «красные» выиграли 2:0. Лонгуорт провёл за мерсисайдцев 371 игру, так и не забив ни одного мяча и закончив играть в возрасте 40 лет.
Лонгуорт стал первым капитаном сборной Англии, который вывел команду в матче с командой Бельгии в 1921, это была только вторая игра Эфраима за сборную. Первая же игра был матч со сборной Шотландии в 1920, в котором англичане победили 5:4, проигрывая по ходу встречи 2:4.Всего за Англию Лонгуорт сыграл 5 матчей.
После окончания карьеры Лонгуорт остался в клубе в качестве тренера молодёжных составов команды.